# Guadalupe (Wyspy Świętego Tomasza i Książęca)
Guadalupe – miasto w Wyspach Świętego Tomasza i Książęcej; na Wyspie Świętego Tomasza; stolica dystryktu Lobata; 7 604 mieszkańców (2012).